# Focke-Wulf Fw 200
De Focke-Wulf Fw 200 'Condor' is een (strategische) bommenwerper, ontworpen en geproduceerd door de Duitse vliegtuigfabrikant Focke-Wulf. Het toestel opereerde tijdens de Tweede Wereldoorlog in dienst van nazi-Duitsland. Ook werd het toestel ingezet als maritieme en langeafstandsverkenner.

## Ontwikkeling
De Fw 200 Condor was ontwikkeld als een passagiersvliegtuig voor de Duitse luchtvaartmaatschappij Lufthansa. De Fw 200 was een volledig uit metaal geconstrueerde viermotorige laagdekker met een intrekbaar landingsgestel, die plaats bood aan 26 passagiers. Het toestel haalde in 1937 overal ter wereld de voorpagina's van de kranten en vestigde vele records. Finland, Denemarken en Brazilië bestelden exemplaren, maar de Japanners onderkenden als eersten het militaire potentieel. Zij bestelden een militaire versie, die als verkenner voor de lange afstand dienst kon doen. Het prototype van deze versie, de Fw 200V-10, had een grote uitbouw onder de romp, waarin de bommenlast en een deel van de defensieve bewapening kon worden ondergebracht. Ook de Luftwaffe zag nu de mogelijkheden van het toestel in en bestelde zelf een prototype, de Fw 200C, voor proefvluchten. Toen de Tweede Wereldoorlog uitbrak en de Luftwaffe een maritieme langeafstandsverkenner annex bommenwerper nodig had, werd dit prototype in productie genomen.

## Inzet en operaties
Als eerste eenheid nam Kampfgeschwader KG40 in april 1940 de Condor in gebruik. Dit eskader zou het toestel in de oorlog ook het meest inzetten. Met een vijfkoppige bemanning (piloot, copiloot en drie boordschutters) voerde de Condor op 8 april 1940 vanuit Denemarken zijn eerste missie tegen Britse schepen uit. Twee maanden later ging het KG40-eskader naar Frankrijk, waar het tot eind 1944 gestationeerd bleef. Eind september 1940 hadden de Condors al vele geallieerde schepen, gezamenlijke tonnage 900.000 ton, tot zinken gebracht.
In december 1940 waren er 36 Condors operationeel. In 1941 werden 58 C-2's gebouwd, die waren voorzien van bommenrekken onder de vleugels en in de buitenste motorgondels. Al gauw ontstonden er echter structurele problemen met de achterzijde van de romp: enkele toestellen braken bij de landing doormidden. Halverwege 1941 ging daarom een versterkte versie met krachtigere motoren, de Fw 200C-3, in productie.
Toen er meer Condors in gebruik werden genomen en de vliegers steeds bedrevener werden, ging de Condor een steeds grotere bedreiging voor de geallieerde schepen vormen. Alleen al in april 1941 brachten ze 116 geallieerde schepen tot zinken. Met behulp van speciale brandstoftanks werd hun vliegbereik sterk vergroot, de standaard vliegduur van negen uur en 45 minuten werd uitgebreid tot achttien uur.
De laatste operationele versie van de Condor was de Fw 200C-6, die was bewapend met twee Henschel Hs 293B-raketten onder de twee vleugels. In totaal werden tijdens de oorlog 252 Fw 200's geproduceerd.
In weerwil van dit betrekkelijk geringe aantal vormden de Condors een grote kopzorg voor de geallieerden. Niet alleen konden ze zelf schepen aanvallen, ze konden ook onderzeeërs naar konvooien dirigeren. Eind 1944 was het met de Condordreiging gedaan: de geallieerden veroverden toen de Duitse luchtmachtbases in Frankrijk. De resterende Fw 200's werden als transportvliegtuig ingezet.

## Trivia
- De Britse premier Winston Churchill noemde de Fw 200's 'de gesel van de Atlantische Oceaan'.
- Het hoofd van de SS, Heinrich Himmler, had een Condor als privévliegtuig. In dit zwaar gepantserde toestel bevonden zich een luxueuze leren fauteuil en een speciaal ontsnappingsluik voor Himmler.